# 滕文生
滕文生（1940年10月—），湖南常宁人，中共十五届、十六届中央委员，第十一届全国政协常委。

## 生平
高中毕业于湖南省衡阳市第一中学。滕文生是中共十五、十六届中央委员。 有北京「中南海第一笔」之称，是研究毛泽东的专家。1964年毕业于中国人民大学中共党史系。1965年加入中国共产党。历任中共中央书记处研究室副研究员、研究员、理论组组长、副主任，「中国职工思想政治工作研究会」常务理事，中共中央顾问委员会副秘书长。1989年起任中共中央政策研究室副主任，1997年升任主任。2002年至2007年12月任中共中央文献研究室主任。